# Brachymeria minamikawai
Brachymeria minamikawai is een vliesvleugelig insect uit de familie bronswespen (Chalcididae). De wetenschappelijke naam is voor het eerst geldig gepubliceerd in 1966 door Habu.